# Fresnicourt-le-Dolmen
Fresnicourt-le-Dolmen és un municipi francès situat al departament del Pas de Calais i a la regió dels Alts de França. L'any 2007 tenia 847 habitants.

## Demografia

### Població
El 2007 la població de fet de Fresnicourt-le-Dolmen era de 847 persones. Hi havia 317 famílies de les quals 69 eren unipersonals (12 homes vivint sols i 57 dones vivint soles), 98 parelles sense fills, 126 parelles amb fills i 24 famílies monoparentals amb fills.
La població ha evolucionat segons el següent gràfic:
Habitants censats

### Habitatges
El 2007 hi havia 343 habitatges, 330 eren l'habitatge principal de la família, 1 era una segona residència i 12 estaven desocupats. Tots els 341 habitatges eren cases. Dels 330 habitatges principals, 294 estaven ocupats pels seus propietaris, 24 estaven llogats i ocupats pels llogaters i 11 estaven cedits a títol gratuït; 8 tenien dues cambres, 32 en tenien tres, 79 en tenien quatre i 211 en tenien cinc o més. 247 habitatges disposaven pel capbaix d'una plaça de pàrquing. A 140 habitatges hi havia un automòbil i a 146 n'hi havia dos o més.

### Piràmide de població
La piràmide de població per edats i sexe el 2009 era:
| Homes | Edats   | Dones |
| ----- | ------- | ----- |
| 0     | 95 o +  | 0     |
| 4     | 90 a 94 | 0     |
| 4     | 85 a 89 | 8     |
| 8     | 80 a 84 | 8     |
| 12    | 75 a 79 | 12    |
| 12    | 70 a 74 | 20    |
| 16    | 65 a 69 | 12    |
| 28    | 60 a 64 | 40    |
| 20    | 55 a 59 | 16    |
| 24    | 50 a 54 | 40    |
| 32    | 45 a 49 | 24    |
| 36    | 40 a 44 | 16    |
| 44    | 35 a 39 | 36    |
| 28    | 30 a 34 | 36    |
| 36    | 25 a 29 | 16    |
| 48    | 20 a 24 | 16    |
| 24    | 15 a 19 | 20    |
| 40    | 10 a 14 | 28    |
| 40    | 5 a 9   | 20    |
| 16    | 0 a 4   | 20    |

## Economia
El 2007 la població en edat de treballar era de 559 persones, 380 eren actives i 179 eren inactives. De les 380 persones actives 326 estaven ocupades (181 homes i 145 dones) i 54 estaven aturades (33 homes i 21 dones). De les 179 persones inactives 59 estaven jubilades, 40 estaven estudiant i 80 estaven classificades com a «altres inactius».

### Ingressos
El 2009 a Fresnicourt-le-Dolmen hi havia 325 unitats fiscals que integraven 833,5 persones, la mediana anual d'ingressos fiscals per persona era de 16.019 €.

### Activitats econòmiques
Dels 11 establiments que hi havia el 2007, 4 eren d'empreses de construcció, 3 d'empreses de comerç i reparació d'automòbils, 1 d'una empresa d'hostatgeria i restauració, 1 d'una empresa de serveis, 1 d'una entitat de l'administració pública i 1 d'una empresa classificada com a «altres activitats de serveis».
Dels 5 establiments de servei als particulars que hi havia el 2009, 1 era un taller de reparació d'automòbils i de material agrícola, 1 fusteria, 2 empreses de construcció i 1 restaurant.
L'únic establiment comercial que hi havia el 2009 era una botiga de menys de 120 m².
L'any 2000 a Fresnicourt-le-Dolmen hi havia 3 explotacions agrícoles que ocupaven un total de 225 hectàrees.

## Equipaments sanitaris i escolars
El 2009 hi havia una escola elemental integrada dins d'un grup escolar amb les comunes properes formant una escola dispersa.

## Poblacions més properes
El següent diagrama mostra les poblacions més properes.